# Editora Wish
Editora Wish é uma editora independente brasileira, fundada em 5 de outubro de 2013 por Marina Ávila, especializada na publicação de obras raras, clássicos originais de contos de fadas, fantasia e literatura fantástica. 
É reconhecida pelo rigor gráfico, editorial e pelo lançamento de suas edições principalmente via financiamento coletivo.
Em outubro de 2023, a Wish foi adquirida pela DarkSide Books, mantendo autonomia editorial e sua equipe formada exclusivamente por mulheres.

## História
A editora surgiu como projeto de Trabalho de Conclusão de Curso de Marina Ávila em Produção Editorial pela FAENAC. O primeiro volume, Contos de Fadas em Suas Versões Originais teve tiragem inicial de 10 exemplares para a banca examinadora. O título, porém, fez sucesso entre os colegas e a banca, o que levou à impressão de mais 300 exemplares para venda.
Em outubro de 2013, a editora foi aberta oficialmente para solicitar o ISBN da obra e abrir uma loja virtual. Atingindo o público diretamente pelas redes sociais e divulgando alguns contos gratuitamente, os 300 exemplares foram vendidos ao longo de um ano.
Alguns leitores questionaram se haveria uma segunda edição do livro, porém não havia verba em caixa para lançar um novo volume ou uma segunda edição. Em 2014, a empresa lançou sua primeira campanha na plataforma de financiamento do Catarse. Alguns artistas na época vinham realizando campanhas bem-sucedidas de suas obras, o que inspirou a Wish a fazer o mesmo.
Ao longo de quase dez anos de existência, a Editora Wish arrecadou mais R$ 2 milhões em financiamentos coletivos e teve mais de 58 mil exemplares vendidos.

## Financiamento coletivo
A Editora Wish utiliza exclusivamente plataformas de financiamento coletivo, sobretudo o Catarse, para viabilizar seus lançamentos. Desde 2016, mais de 20 campanhas foram realizadas com sucesso, somando arrecadações de R$ 2 milhões até 2021 e cerca de R$ 3,6 milhões até 2023.

## Reconhecimento
A Wish é reconhecida pelo público leitor por sua curadoria literária, qualidade gráfica e compromisso com a valorização de textos clássicos esquecidos. Sua atuação consolidou a editora como uma referência no segmento de publicações financiadas por crowdfunding no Brasil.

## Aquisição
A DarkSide Books anunciou oficialmente a aquisição da Editora Wish em 10 de outubro de 2023, data em que a Wish comemorava seu 10º aniversário. A equipe editorial original permanece à frente do catálogo e das futuras publicações.

## Perfil editorial
A editora publica traduções diretas de obras antigas, com ênfase em edições ilustradas e acabamento gráfico sofisticado. Dentre suas coleções e projetos destacam-se:
- Contos de Fadas em Suas Versões Originais (2014) – reúne versões originais de contos de Perrault, Grimm, Andersen e outros, com tradução própria, ilustrações e acabamento em capa dura[2].
- Coleção Áurea – Especial Contos de Fadas – lançada em 2018, apresenta contos folclóricos de diferentes culturas (como escandinava, asiática e celta), com foco no resgate literário e na tradução direta dos idiomas originais
- A Rainha do Ignoto – relançamento do livro de Carmen Dolores, originalmente publicado em 1899, viabilizado por financiamento coletivo da editora em 2019.[6][7]
- Os Melhores Contos de Fadas Sombrios (2023) – antologia com mais de 30 contos selecionados das tradições folclóricas e populares, incluindo textos dos Irmãos Grimm e Charles Perrault.[8]
- A Lagoa Azul, de Henry De Vere Stacpoole (2024) - publicado pela primeira vez em 1908, o livro teve diversas adaptações para o cinema.[9]